# Crossopetalum oxyphyllum
Crossopetalum oxyphyllum là một loài thực vật có hoa trong họ Dây gối. Loài này được (S.F.Blake) Lundell mô tả khoa học đầu tiên năm 1961.